# کاکتوس‌های تعطیلات
کاکتوس‌های تعطیلات یا اشلومبرگرا (نام علمی: Schlumbergera) نام یک سرده از تیره کاکتوس است.